# Cristian Javier Pinales
Cristian Javier Pinales (Santo Domingo, 2 de noviembre de 2000) es un deportista dominicano que compite en boxeo.Participó en los Juegos Olímpicos de París 2024, obteniendo una medalla de bronce en la categoría de 80 kg.

## Palmarés internacional
| Juegos Olímpicos | Juegos Olímpicos | Juegos Olímpicos  | Juegos Olímpicos |
| Año              | Lugar            | Medalla           | Categoría        |
| ---------------- | ---------------- | ----------------- | ---------------- |
| 2024             | París (Francia)  | Medalla de bronce | 80 kg            |